# Elmer FEM solver
Elmer és una eina computacional per a problemes de multifísica. Ha estat desenvolupat pel CSC en col·laboració amb universitats finlandeses, laboratoris de recerca i la indústria. Elmer FEM solver és un programari lliure i de codi obert, subjecte als requisits de la Llicència Pública General (GPL) de GNU, versió 2 o posterior.
Elmer inclou models físics de dinàmica de fluids, mecànica estructural, electromagnètica, transferència de calor i acústica, per exemple. Aquests es descriuen mitjançant equacions diferencials parcials que Elmer resol mitjançant el mètode dels elements finits (FEM).
Elmer consta de diverses parts diferents:
- ElmerGrid: una eina de conversió de malla, que es pot utilitzar per convertir diferents formats de malla en malles adequades per a Elmer.
- ElmerGUI – Una interfície gràfica que es pot utilitzar en una malla existent per assignar models físics, això genera un "arxiu de casos" que descriu el problema a resoldre. No mostra tota la funcionalitat d'ElmerSolver a la GUI.
- ElmerSolver: el solucionador numèric que realitza els càlculs d'elements finits, utilitzant la malla i els fitxers de casos.
- ElmerPost: un mòdul de postprocessament/visualització. (El desenvolupament es va aturar a favor d'altres eines de postprocessament com ParaView, VisIt, etc.)

Les diferents parts del programari Elmer es poden utilitzar de manera independent. Tot i que el mòdul principal és l'eina ElmerSolver, que inclou moltes funcions sofisticades per a la resolució de models físics, els components addicionals són necessaris per crear un flux de treball complet. Per al pre i postprocessament, es poden utilitzar altres eines, com ara Paraview.
El programari s'executa en plataformes Unix i Windows i es pot compilar en una gran varietat de compiladors, utilitzant l'eina de creació CMake. El solucionador també es pot utilitzar en un mode paral·lel multi-amfitrió en plataformes que admeten MPI. La capacitat de paral·lelització d'Elmer és un dels aspectes més forts d'aquest solucionador.